# Hýsly
Hýsly (in tedesco Hiesel) è un comune della Repubblica Ceca facente parte del distretto di Hodonín, in Moravia Meridionale.